# Clairy-Saulchoix
Clairy-Saulchoix és un municipi francès situat al departament del Somme i a la regió dels Alts de França. L'any 2007 tenia 364 habitants.

## Demografia

### Població

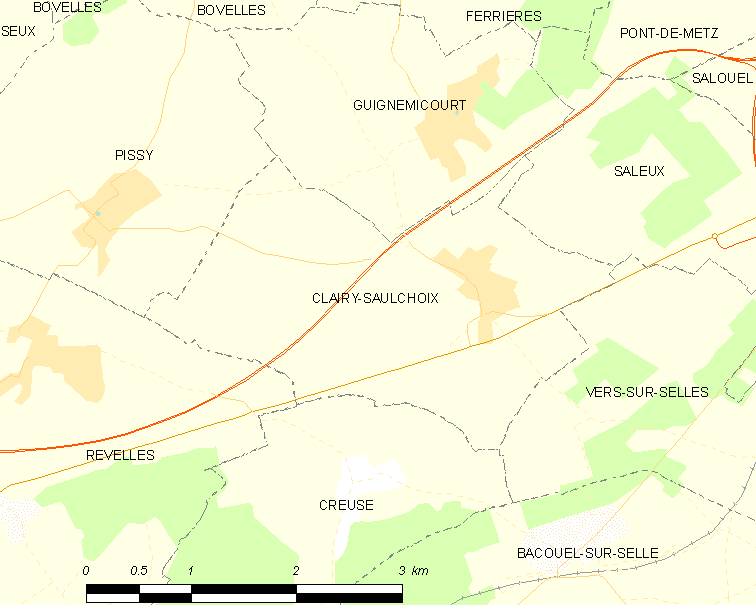
mapa del municipi

El 2007 la població de fet de Clairy-Saulchoix era de 364 persones. Hi havia 144 famílies de les quals 30 eren unipersonals (15 homes vivint sols i 15 dones vivint soles), 53 parelles sense fills, 53 parelles amb fills i 8 famílies monoparentals amb fills.

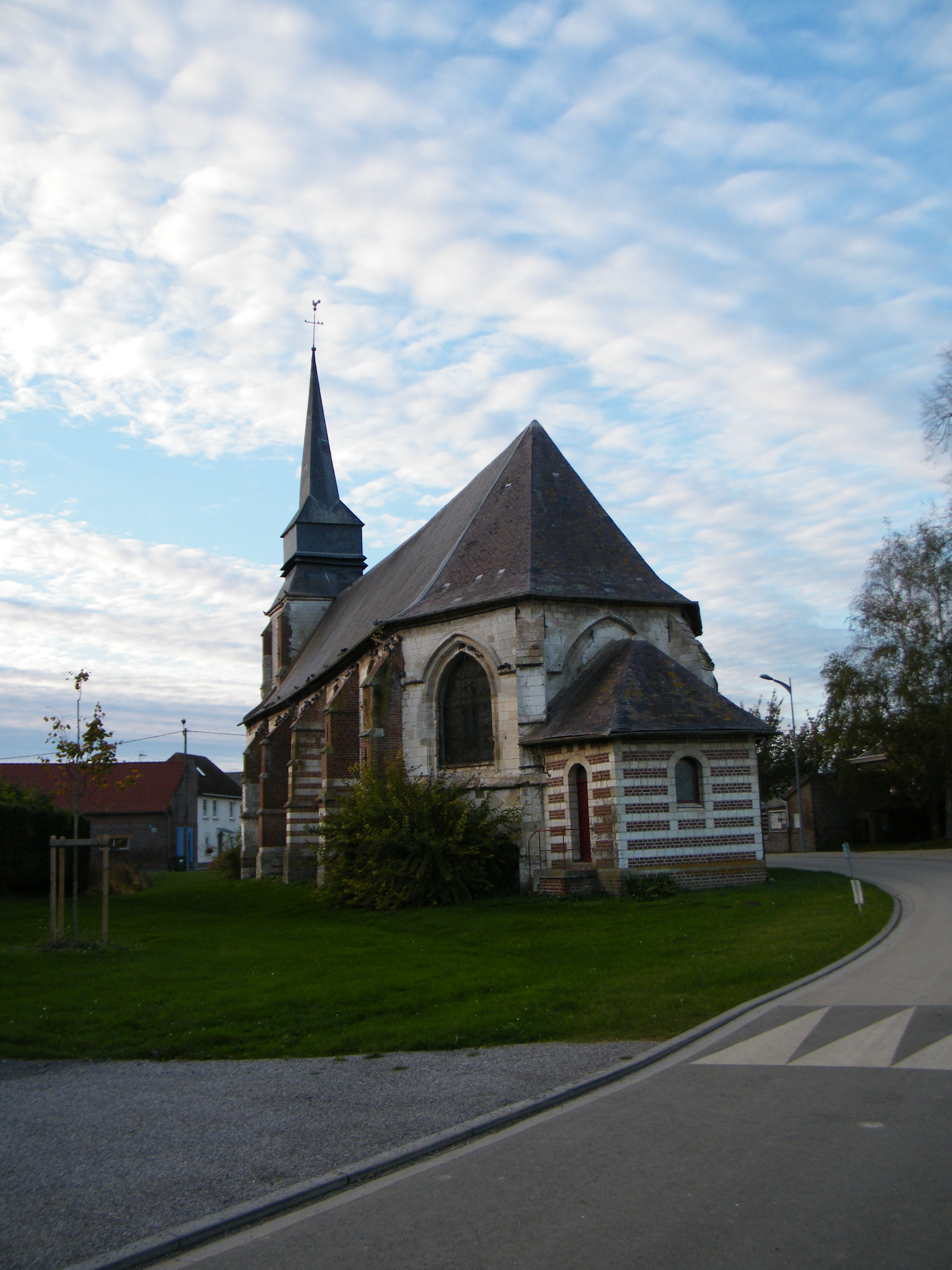
església

La població ha evolucionat segons el següent gràfic:
Habitants censats

### Habitatges
El 2007 hi havia 153 habitatges, 141 eren l'habitatge principal de la família, 6 eren segones residències i 7 estaven desocupats. 150 eren cases i 1 era un apartament. Dels 141 habitatges principals, 125 estaven ocupats pels seus propietaris, 11 estaven llogats i ocupats pels llogaters i 5 estaven cedits a títol gratuït; 5 tenien dues cambres, 16 en tenien tres, 30 en tenien quatre i 90 en tenien cinc o més. 118 habitatges disposaven pel capbaix d'una plaça de pàrquing. A 40 habitatges hi havia un automòbil i a 92 n'hi havia dos o més.

### Piràmide de població

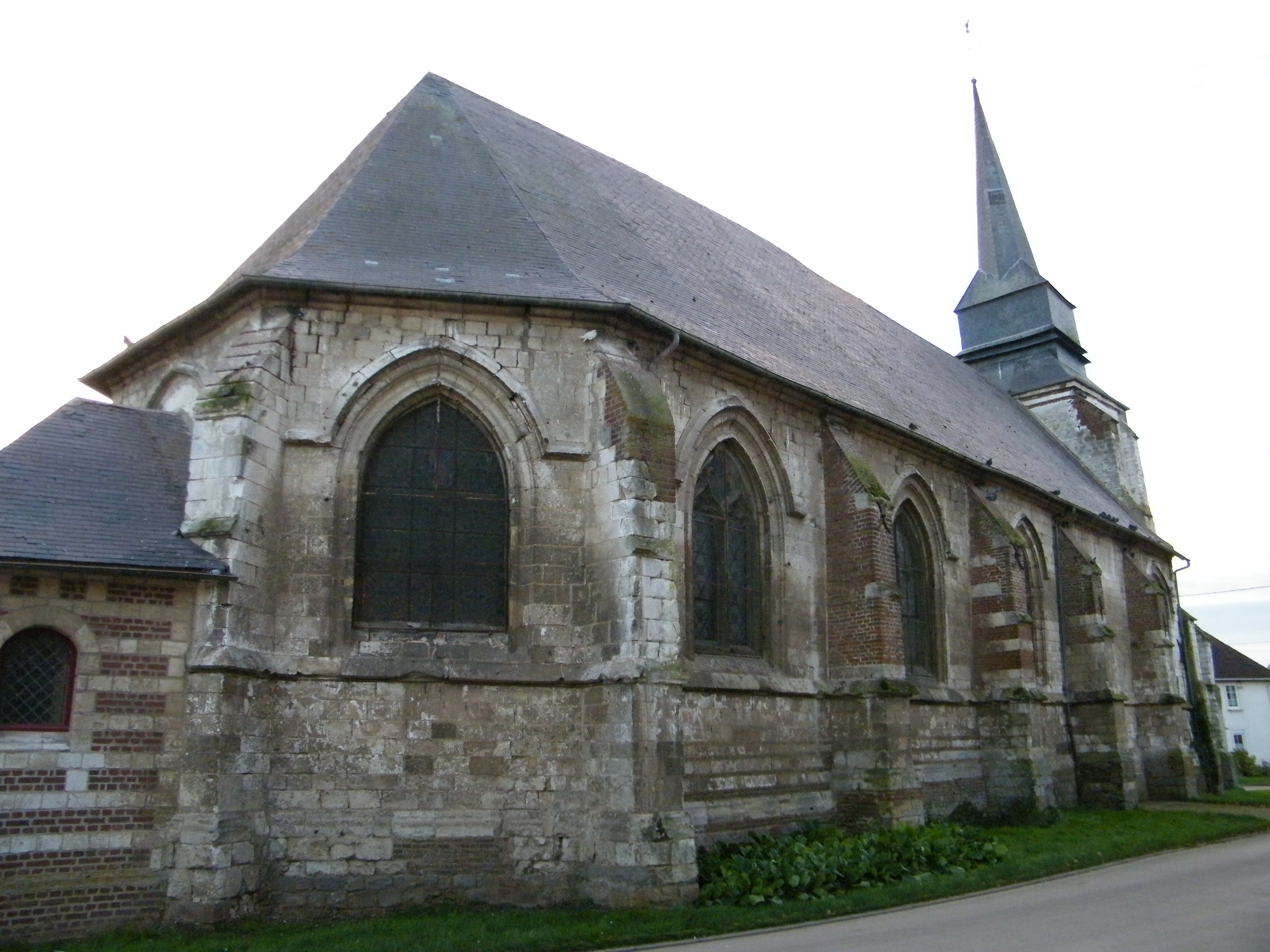

La piràmide de població per edats i sexe el 2009 era:
| Homes | Edats   | Dones |
| ----- | ------- | ----- |
| 0     | 95 o +  | 0     |
| 0     | 90 a 94 | 0     |
| 0     | 85 a 89 | 8     |
| 0     | 80 a 84 | 0     |
| 0     | 75 a 79 | 12    |
| 12    | 70 a 74 | 4     |
| 4     | 65 a 69 | 8     |
| 16    | 60 a 64 | 8     |
| 12    | 55 a 59 | 16    |
| 0     | 50 a 54 | 4     |
| 32    | 45 a 49 | 20    |
| 12    | 40 a 44 | 12    |
| 24    | 35 a 39 | 20    |
| 8     | 30 a 34 | 16    |
| 8     | 25 a 29 | 8     |
| 8     | 20 a 24 | 8     |
| 21    | 15 a 19 | 4     |
| 16    | 10 a 14 | 8     |
| 12    | 5 a 9   | 16    |
| 4     | 0 a 4   | 8     |

## Economia

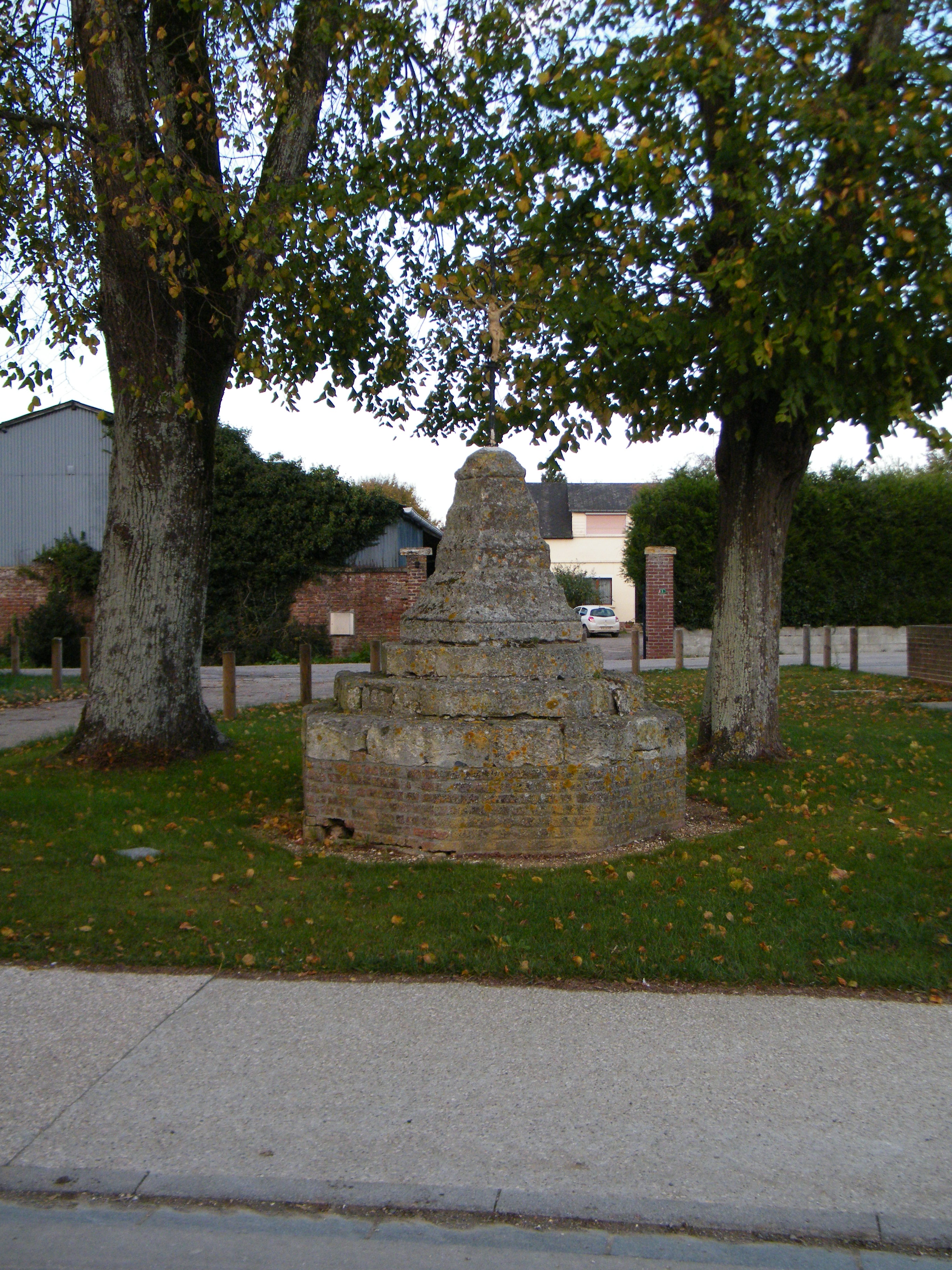

El 2007 la població en edat de treballar era de 242 persones, 176 eren actives i 66 eren inactives. De les 176 persones actives 168 estaven ocupades (85 homes i 83 dones) i 8 estaven aturades (2 homes i 6 dones). De les 66 persones inactives 25 estaven jubilades, 28 estaven estudiant i 13 estaven classificades com a «altres inactius».

### Ingressos
El 2009 a Clairy-Saulchoix hi havia 149 unitats fiscals que integraven 390 persones, la mediana anual d'ingressos fiscals per persona era de 21.397 €.

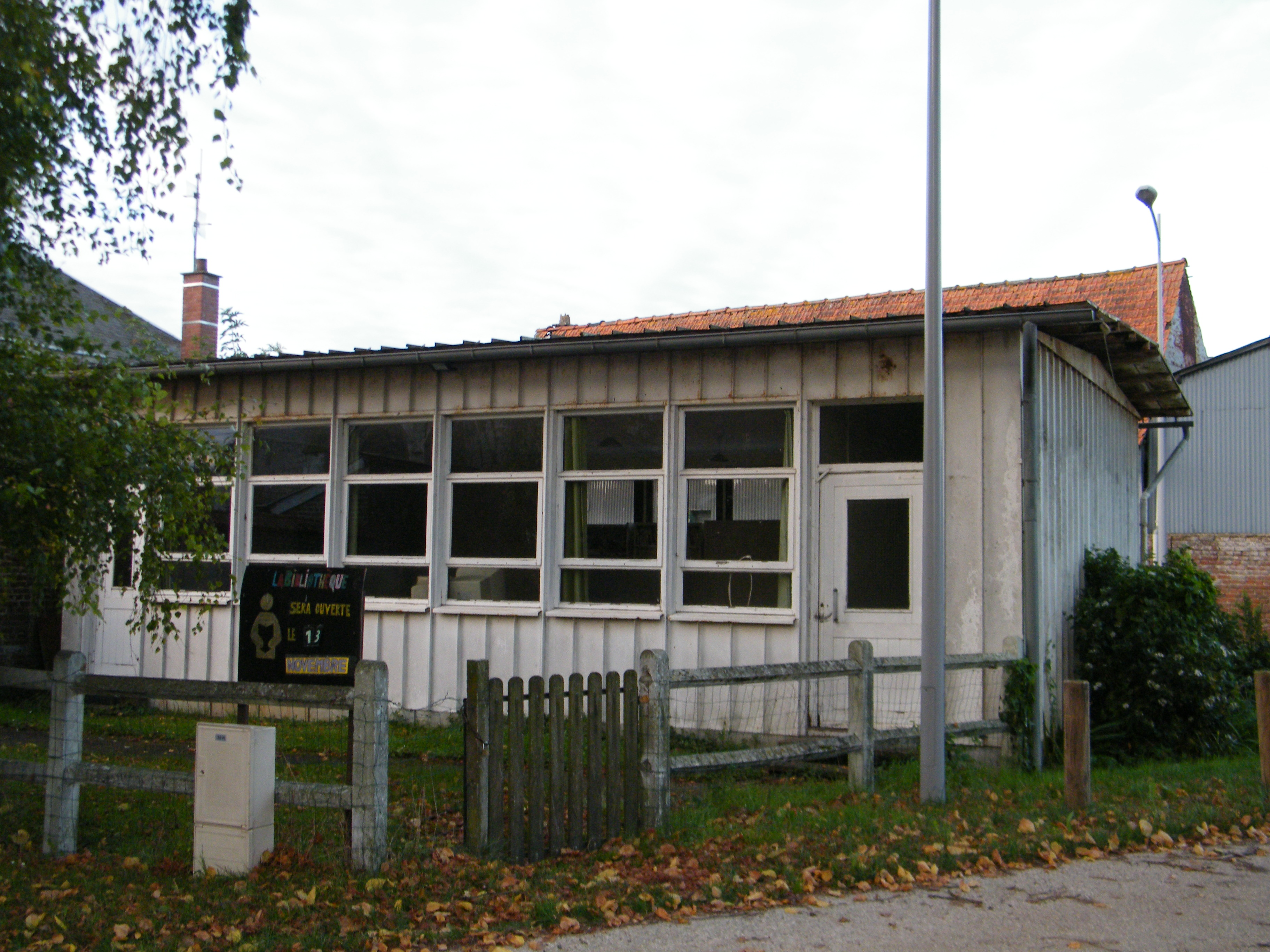

### Activitats econòmiques
Dels 9 establiments que hi havia el 2007, 1 era d'una empresa de comerç i reparació d'automòbils, 1 d'una empresa financera, 1 d'una empresa immobiliària, 4 d'empreses de serveis i 2 d'entitats de l'administració pública.
L'únic servei als particulars que hi havia el 2009 era una agència immobiliària.
L'any 2000 a Clairy-Saulchoix hi havia 10 explotacions agrícoles.

## Equipaments sanitaris i escolars
El 2009 hi havia una escola elemental integrada dins d'un grup escolar amb les comunes properes formant una escola dispersa.

## Poblacions més properes
El següent diagrama mostra les poblacions més properes.